# هنري أرميتا
هنري أرميتا (بالإنجليزية: Henry Armetta)‏ مواليد 4 يوليو 1888 في باليرمو، صقلية، إيطاليا - الوفاة 21 أكتوبر 1945 في سان دييغو، هو ممثل أمريكي بدأ مسيرته الفنية سنة 1915. امتدت مسيرته الفنية لأكثر من 30 عاما.

## الأعمال
- ملاك الشارع
- رفع المرسى

## روابط خارجية
- هنري أرميتا على موقع IMDb (الإنجليزية)
- هنري أرميتا على موقع ألو سيني (الفرنسية)
- هنري أرميتا على موقع أول موفي (الإنجليزية)
- هنري أرميتا على موقع قاعدة بيانات برودواي على الإنترنت (الإنجليزية)
- هنري أرميتا على موقع قاعدة بيانات الأفلام السويدية (السويدية)
- هنري أرميتا على موقع إن إن دي بي (الإنجليزية)
- هنري أرميتا على موقع قاعدة بيانات الفيلم (الإنجليزية)
- هنري أرميتا على موقع كينوبويسك (الروسية)